# Рославлевы
Расловлевы (Рославлевы, Рословлевы) — дворянский род.
При подаче документов (08 марта 1686) для внесения рода в Бархатную книгу, была предоставлена родословная роспись Рославлевых.
Род внесён в VI часть дворянских родословных книг Московской и Симбирской губерний.
Есть ещё два рода Расловлевых позднейшего происхождения.

## Происхождение и история рода
Происходит, по сказаниям старинных родословцев, от литовских выходцев Станислава и Казимира Немиричей, выехавших (1436) в Москву, принявших православную веру с крестильными именами (первый — Иван, второй — Борис) и получивших от великого князя Василия Васильевича прозвание Расловлевых, по имевшейся в Литве вотчине с г. Расловлевым, который перешёл Московскому государству в связи с выездом Немиричей. Потомки их служили по Коломне, а в XVII веке, по московскому списку, в дворянах, стольниках и жильцах.
- «Рославлев, или Русские в 1812 году» (1831) М. Н. Загоскина — был самым популярным романом об Отечественной войне 1812 года до появления «Войны и мира» Льва Толстого.

## Описание гербов

#### Герб Расловлевых 1785 г.
В Гербовнике Анисима Титовича Князева 1785 года имеется изображение печати с гербом Лаврентия Абрамовича Расловлева, вполне идентичная с официально утверждённым гербом, за исключением - поле щита зелёное, подкова серебряная.

#### Герб. Часть II. № 57.
На щите, имеющем голубое поле, изображён золотой крест и золотая же подкова, шипами обращённая вверх.
На щите дворянский коронованный шлем. Нашлемник: стоящий ястреб, держащий одною лапою означенную в щите золотую подкову с крестом, а на другой лапе виден колокольчик. Намёт на щите голубой, подложенный золотом.

## Известные представители
- Рославлев Сергей Григорьевич — московский дворянин (1668—1677).
- Рославлев Семён Иванович — стольник (1686).
- Рославлев Иван (большой) Сергеевич — стольник (1689—1692).
- Рославлевы: Аким Авилович, Артемий Авилович, Савелий Сергеевич, Семён Иванович — стряпчие (1692)[7].
- Рославлев, Николай Иванович — генерал-поручик,участник переворота 1762 года.
- Рославлев, Михаил Иванович — генерал-лейтенант русской армии, Эриванский губернатор.
- Рославлева, Любовь Андреевна — балерина Большого театра.
- Рославлев Александр Степанович — поэт серебряного века.